# Подлюбель
Подлюбель (словен. Podljubelj) — поселення в общині Тржич, Горенський регіон, Словенія. Висота над рівнем моря: 657,6 м.